# トリスタン
トリスタン（英: Tristan）またはトリストラム（英: Tristram）は、『トリスタンとイゾルデ』や『アーサー王物語』などに登場する伝説の人物。アーサー王伝説においては「円卓の騎士」の一人となっている。
「トリスタン」という名前がピクト系であり、またトリスタンの父親の名前もピクト系であることからトリスタンの起源はピクト人の伝承にあるのではないかと思われている。そして、この物語がコーンウォールを経て、ブルターニュへ、そして西洋の各地に移ったと見られる。
フィリップ・ヴァルテール『アーサー王神話大事典』（渡邉浩司・渡邉裕美子訳）は、トリスタン像を、＜ドラゴン殺し＞＜狩人＞＜狡知にたけた者＞＜メランコリー＞＜楽師＞というキーワードを用いて表し、その多面性を指摘している（関連書籍　268-270頁）。
中世ヨーロッパの散文『トリスタンとイゾルデ』、または『トリスタン物語』の主要人物である。もともと『アーサー王伝説』とは別の伝説であったが、『散文のトリスタン』以後、アーサー王物語にも組み込まれた。マロリー版では中盤においてランスロット卿とともに実質的な主人公として活躍する。一方、フランスの『散文ランスロ』を下敷きにした北イタリアのトリスタン物語の傑作『円卓物語』においては、トリスタン（トリスターノ）がランスロット（ランチャロット）を「騎士道においても恋愛においても凌駕している」。また、ウェールズ語版『トリスタン』の「テーマはトリスタンとイズーの森への逃亡とマルクによる恋人たちの追跡であり、マルクはアーサーを同行させる。トリスタンには魔術的な力があり、彼に怪我を負わせる者は、彼が怪我を負わせるあらゆる敵と同じく命を落とす」とされる。
フランス語での名称はトリスタン、ドイツ語ではトリスタンないしトリストラント、イタリア語でトリスターノとされる。

## あらすじ

### 生い立ち
トリスタンの伝説は各地で伝えられているため、版によって一致しないことが多い。多くの版で共通するのは、トリスタンはリオネスの王子という点と、トリスタンの出生前に父親を失った（ゴットフリート版など）、あるいは父親が母親以外の女性と関係を持ち、家庭に帰ってこなくなった（マロリー版）という悲しみから母親に「トリスタン（悲しみの子）」と名づけられた点である。
以下において粗筋を紹介するが、これは多くの版で共通するところを紹介するものであり、細部が異なるバージョンは無数に存在する。
ゴットフリート版では、両親の名前は、リオネス（ライオネス）の王メリオダスと王妃ブランシュフルール。これが、マロリー版では母の名前がエリザベスとなっていたりする。また、マーク王にしても、マロリー版やゴットフリート版では母方の叔父であるが、父方の叔父となっている版もある。
いずれにしろ、トリスタン伝説において両親は物語の出だしのみに登場するだけであり、中盤以降は登場しなくなる。そのあとは、トリスタンは叔父であるコーンウォールのマルク王の下に身を寄せることになる。

### イゾルデとの関係

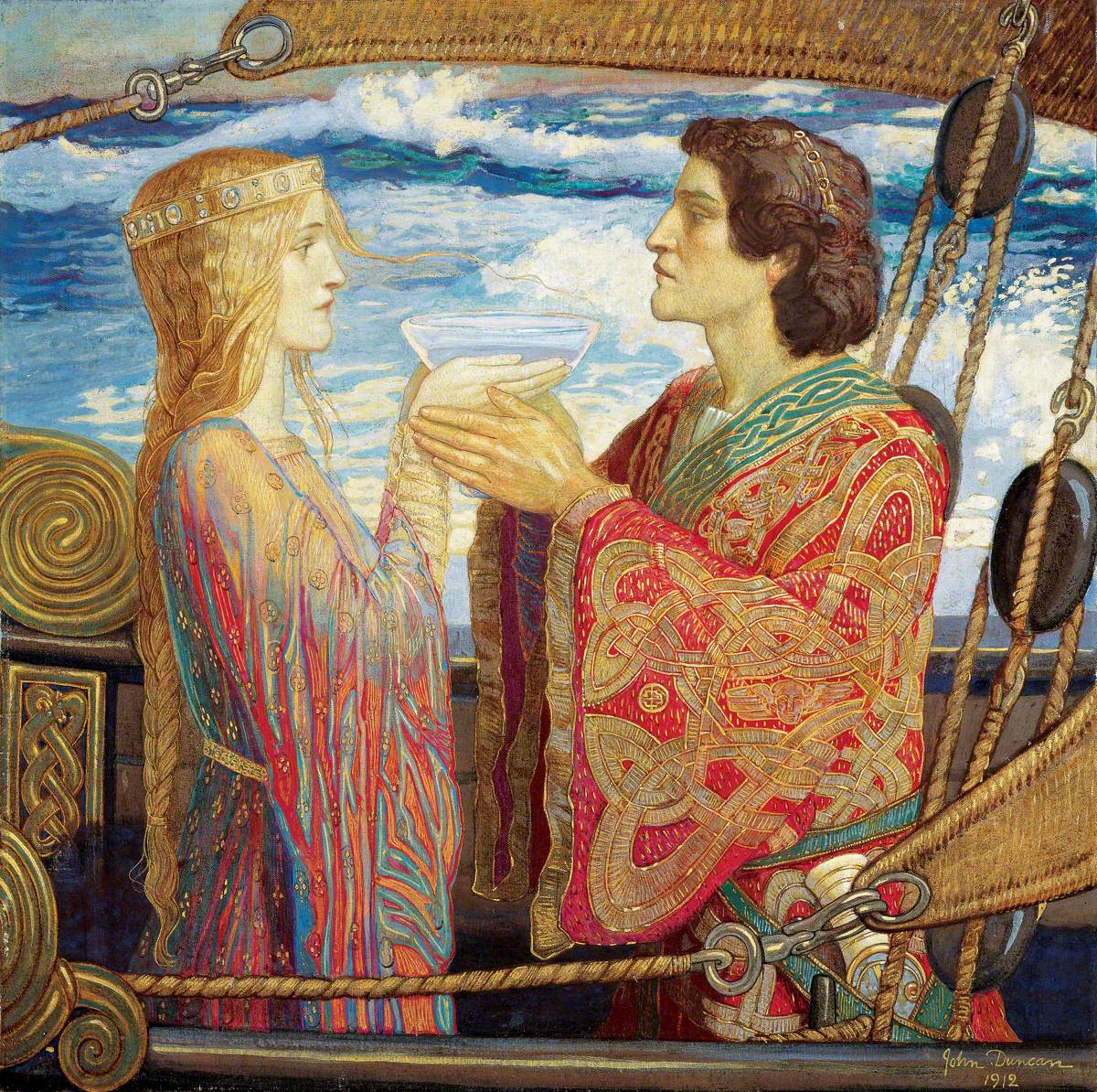
『トリスタンとイゾルデ』 (ジョン・ダンカン/画、1912)

アイルランドの使者として、モルオルトが、コーンウォールに貢物を要求するが、マルク王はこれを拒絶。事態がこじれたので、モルオルトとトリスタンが決闘することになるが、トリスタンはモルオルトに勝利する。敗北し重傷を負ったモルオルトは、やっとのことでアイルランドに帰還したが、直後に死亡する。このモルオルトがアイルランドの王族であったため、後に恋人となるアイルランドのイゾルデとの間に確執が生じることになる。
一方、モルオルトの剣には毒が塗られていたため、トリスタンも傷口が腐敗するという重傷を負い、傷を治療できるのは、アイルランドのイゾルテのみであった（イゾルテの母親であるアイルランド王妃とする版もあり）。モルオルトを殺したトリスタンはアイルランドの仇となっているので、トリスタンは「タントリス」（英語版のように名前がトリストラムとなっている場合は「トラムトリスト」）という本名をもじった偽名を名乗り、アイルランドに渡る。そこで身分を隠して治療を受けるかたわら、イゾルデ姫と心を通わせあう。しかし、治療が終わると、トリスタンはコーンウォールに帰国する。
コーンウォール帰国後、たびたびトリスタンがイゾルデの美しさを口にすると、いまだに独身であったマルク王が興味を持ち、トリスタンに対しイゾルデを妻としたいから連れて来るように、との命令を出す。マルク王がトリスタンにこのような命令をした理由として、版によってトリスタンの功績を羨んだ廷臣が口を出した、あるいはマルク王自身がトリスタンを嫌っていたとの説明が入ることが一般的である。
再度のアイルランド入国を果たしたトリスタンは、竜を退治したり、正体が明らかになったことでモルオルト殺しの責任を追及されたりもするが、アイルランド王から許しをもらい、イゾルデをコーンウォールに連れ帰る。この時の帰りの船で、トリスタンとイゾルデが過って媚薬を飲んだことから、お互い愛し合うようになり、これが後の不幸の伏線となる。

### マルク王との確執
無事にイゾルデとマルク王を結婚させたが、これからトリスタンはマルク王との確執に苦しむことになる。版によっては、この結婚以前にトリスタンがイゾルデの処女を奪ってしまっていたため、マルク王との初夜においてイゾルデの代理として侍女をよこすエピソードや、不倫をしているとの疑いを晴らすために、策略を用いたりするエピソードが存在する。
マルク王の性格は、版によって様々な相違があり、トリスタンを羨む廷臣に讒言され、心ならずもイゾルデとの仲を疑うという、好意的な人物に描かれることもあれば、トリスタンを嫌いぬく悪人とされる版もある。いずれにせよ、トリスタンは宮廷内の確執に耐えられず、コーンウォールを出ることになる。

### トリスタンの最期
コーンウォールを出たトリスタンは、旅の途中、版によって出自は異なるが、かつての恋人と同名である「イゾルデ」という女性と出会う。これ以降、2人のイゾルデを区別するため、アイルランドのイゾルデ姫は「金髪のイゾルデ」あるいは「美しいイゾルデ」と呼ばれ、ここで登場した女性は「白い手のイゾルデ」と呼ばれることになる。
トリスタンは「白い手のイゾルデ」と結婚する。彼女と結婚した理由として、名前が気になったから、「白い手のイゾルデ」あるいは「白い手のイゾルデ」の兄と友人になったから、などと説明される。しかし「金髪のイゾルデ」のことが忘れられなかったトリスタンは、「白い手のイゾルデ」と床を同じにすることはなかった、と説明が入ることが多い。
そんなある日、ふとしたきっかけからトリスタンは瀕死の重傷を負ってしまう。これを治療できるのは「金髪のイゾルデ」しかいない、ということで使者がアイルランドに派遣される。このとき、トリスタンは、帰りの船にイゾルデが乗っているなら白い帆を、乗っていないなら黒い帆を掲げてくれるように依頼する。はたして、「金髪のイゾルデ」を乗せたアイルランドの船がやってきた。もはや動きもままならないトリスタンは妻である「白い手のイゾルデ」に帆の色を尋ねるが、彼女は嫉妬から「黒い帆です」と答えてしまう。この答えに絶望し、気力をなくしたトリスタンは、「金髪のイゾルデ」の到着を待たず死亡した。

## アーサー王物語での活躍
マロリー版などでのトリスタン卿は、マーク王の確執からコーンウォールを出た後、円卓の騎士として数々の活躍をするエピソードが追加されている。ただし『トリスタンとイゾルデ』と『アーサー王物語』は、もともと別系統の物語なので、さまざまな整合性のとれない点が見られる。例えば、マルク王はコーンウォールの王という設定だが、『アーサー王物語』前半では、アーサー王の母であるイグレーヌの前夫、ゴルロイスがコーンウォール公として領地を支配していることになっている。一方のマルク王は、物語初期のブリテンの統一戦争、終幕のカムランの戦いなどに登場しないが、トリスタン卿にかかわる中盤のみに領主として登場する。
また、マロリー版では、トリスタン卿はイゾルデ一筋というわけではなく、イゾルデの登場前に、セグワリデス婦人と恋仲だったとするエピソードも挿入されている。さらに叔父のマルク王もセグワリデス婦人に懸想しており、この時からマルク王とトリスタン卿は対立関係にある。
武勇において、トリスタン卿は円卓最高の騎士であるランスロット卿とならぶ騎士であり、数々の武勲を残している。交友関係としては、ランスロット卿、ラモラック卿やディナダン卿らと仲がよい。また、イゾルデに恋心を抱くパロミデス卿と対立し、後には友人となるエピソードが比較的よく語られる。
ある槍試合で、「アーサー王の敵方について、優れた円卓の騎士を打ち負かす方が名誉が得られるだろう」というパロミデス卿の提案に乗り、変装したうえでパロミデス卿、ガレス卿、ディナダン卿の4人でガウェイン卿らを始めとする円卓の騎士の多くを打ち倒したりもしている。
マロリー版では、「白い手のイゾルデ」と結婚するものの、「金髪のイゾルデ」を愛し続け、ついには「金髪のイゾルデ」と駆け落ちする。グェネヴィア王妃との不倫関係にあったランスロット卿が、「喜びの城」を2人の住まいとして提供し、幸せな日々を送ることとなる。パロミデス卿をキリスト教に改宗させた後、トリスタン卿は物語に登場しなくなる。
その後、ランスロット卿らの口から世間話のひとつとして「マルク王と和解して、イゾルデは結局アイルランドへ返された。だが、マルク王はトリスタン卿を酷く恨み、イゾルデの前で竪琴を弾いているトリスタン卿の背後から心臓を一突きにして殺害した」と語られる。
また、マロリー版には登場しないが、イタリア・スペインの騎士物語では、トリスタン卿は「金髪のイゾルデ」との間に男女1人ずつの子供をもうけたとするものもある。なお、このトリスタン卿と同名の息子・トリスタン2世はコーンウォールの王となり、カスティリャ王の妹と結婚するなどのエピソードがある。

## 関連書籍
- 佐佐木茂美「『トリスタン物語』－変容するトリスタン像とその＜物語＞」（人文研ブックレット30）、中央大学人文科学研究所、2013年3月
- 渡邉浩司「トリスタン」、『神の文化史事典』白水社、2013年、pp.366-368.
- 渡邉浩司「アーサー王物語における固有名の神話学（その2）－トリスタンの名をめぐって」、中央大学『人文研紀要』第49号（2003年10月）、pp.237-268.
- フィリップ・ヴァルテール『アーサー王神話大事典』〔Philippe Walter, ”Dictionnaire de mythologie arthurienne”. Paris: Imago 2014〕（ 渡邉浩司・渡邉裕美子訳）原書房　2018　ISBN 978-4-562-05446-6
- 渡邉浩司編著『アーサー王伝説研究　中世から現代まで』（中央大学出版部　2019）ISBN 978-4-8057-5355-2